# Epeus tener
Epeus tener là một loài nhện trong họ Salticidae.
Loài này thuộc chi Epeus. Epeus tener được Eugène Simon miêu tả năm 1877.